# مدرک جعلی
مدرک جعلی همچنین شناخته شده به نام دیپلم جعلی (به انگلیسی: Diploma mill یا Degree mill) مدرکی تحصیلی است که توسط یک شرکت یا سازمان ارائه می‌شود که ادعا می‌کند یک مؤسسه آموزش عالی است اما از طرق غیرقانونی مدارک دانشگاهی و دیپلم را تهیه و در ازای دریافت وجه ارائه می‌کند. ممکن است ادعا شود این درجه مربوط به اعتبار و تجربه زندگی فرد است که نباید با برنامه‌های مشروع ارزیابی پیش از یادگیری اشتباه شود. همچنین ممکن است ادعا شود برای ارزیابی سابقه کار یا پیش‌نیاز ارائه یک پایان‌نامه یا رساله برای ارزیابی نیاز به مدرکی ظاهر صحیح بوده است. مراکز ارائه مدارک جعلی اغلب توسط موسسات اعتباربخشی جعلی با هدف ارائه یک ظاهر درست پشتیبانی شده‌اند. یک فرد ممکن است آگاه باشد یا نباشد که مدرکی که به دست آورده کاملاً مشروع و قانونی نیست اما در هر صورت پیگرد حقوقی می‌تواند شامل کسی شود که در رزومه خود از آن استفاده می‌کند.

## در ایران
مدرک‌گرایی در کشور ما عامل اصلی گسترش جرم جعل مدرک یا استفاده از این اسناد مجعول است. با توجه به تأکید جامعه بر اهمیت مدارک تحصیلی، حتی کسانی که به دلیل مقام یا موقعیت شغلی از جایگاه اجتماعی بالایی برخوردارند سعی می‌کنند با کسب مدارک دانشگاهی، از قافله عقب نمانند.
طبق ماده ۵۲۳ فصل پنجم قانون مجازات اسلامی، جعل و تزویر عبارت است از ساختن نوشته یا سند یا ساختن مهر یا امضای اشخاص رسمی یا غیررسمی، خراشیدن یا تراشیدن یا قلم بردن یا الحاق یا محو یا به کار بردن مهر دیگری بدون اجازه صاحب آن و نظایر آن‌ها به قصد تقلب. جعل و تزویر به یک معنا هستند و دو لفظ هستند که برای یک معنا استفاده می‌شوند.
مطابق قانون هرکس مدارک اشتغال به تحصیل، فارغ‌التحصیلی یا تاییدیه، ریز نمرات تحصیلی دانشگاه‌ها و موسسات آموزش عالی و تحقیقاتی داخل یا خارج از کشور یا ارزشنامه‌های تحصیلات خارجی را جعل کند یا با علم به جعلی بودن آن را مورد استفاده قرار دهد، علاوه بر جبران خسارت، به حبس از ۱ تا ۳ سال محکوم خواهد شد، در صورتی که مرتکب، یکی از کارکنان وزارتخانه‌ها یا سازمان‌ها و موسسات وابسته به دولت یا شهرداری‌ها یا نهادهای انقلاب اسلامی باشد یا به نحوی از انحا، در جعل یا استفاده از مدارک و اوراق جعلی شرکت داشته باشد، به حداکثر مجازات محکوم خواهد شد.